# Составной глагол
В лингвистике составной глагол — это соединение из нескольких слов, которое функционирует как один глагол . Одним из компонентов сложного глагола является служебный глагол, который несет любые склонения, указывающие на время, наклонение или вид. Другой, «первичный», компонент — это глагол или существительное, которые несут большую часть семантики сложного слова и определяют его аргументы. 

## Виды
Существует два класса составных глаголов:
1. «глагол + глагол»V + V : второй глагол (редко первый ...) является «легким глаголом» (LV), которому предшествует основной или «тяжелый глагол». . За некоторыми исключениями, все составные глаголы V+V чередуются со своими простыми эквивалентами. То есть удаление легкого глагола/вектора вообще не влияет ни на грамматичность, ни на значение: निकल गया – نِکَل گَیا «nikal gayā» {выход + WENT} сравн с निकला – نِکلا nikalā {вышел}, оба означают '(I/ ты/он) вышел».
2. «существительное + глагол» (N + V) : соединение с существительным+глаголом, преобразующее существительное в глагольную структуру; аргументы и семантика определяются существительным, а временные маркеры / флексии переносятся глаголом, особенно с такими как «делать», «брать», «давать» и т. д. Например take a walk =как прогуляться или commit suicide=совершить самоубийство . Некоторые глаголы, участвующие в соединениях N+V, также участвуют в соединениях V+V.  В отличие от соединений V+V, соединения N+V встречаются почти во всех языках мира.

## Языки с составными глаголами
Глаголы обоих типов (V+V и N+V) распространены во всех языках Индии, хотя соединения V+V чаще встречаются в северных индоарийских языках, чем в дравидийских . Соединения V+V встречаются в тюркских языках, тибето-бирманских языках, в корейском и японском, в языках северо-восточного Кавказа, таких как цезский и аварский, и в кичуа. В греческом индоевропейском языке также есть некоторые соединения глагол-глагол.

### Английский
Английский лексикон содержит несколько настоящих составных глаголов, таких как Stirfry, Kickstart и Forcefeed (насильно+кормить (протоколнуть) сделать что-либо насильно принудительная подача). Первый глагол выражает то, как осуществляется действие, выраженное вторым глаголом. Второй глагол — единственный, который может выражать время. Английский также выражает тонкие различия в отношении начала, продолжительности, завершения или повторения действия с помощью вспомогательных средств или других лексических механизмов. Примеры здесь включают was starting, had lived, had been seen начало, жил, был замечен и т. д. Эти последовательности функционируют вместо морфологически сложных предикатов, таких как начальные или начальные основы латинского языка ( amo , 'Я люблю'; amasco , «Я начинаю любить», «Я влюбляюсь»; florere , 'цвести'; florescere , 'начать цветение'; д.), так и русского ( smeyat'sya , смеяться , 'смеяться'; zasmeyat'sya засмеяться , «начать смеяться»).
Соединения «глагол + глагол»V + V в английском языке встречаются редко, однако присутствуют: "went crashing [through the door]"=«пошел, разбиваясь [через дверь]». В некоторых интерпретациях можно рассматривать «пошел» как легкий глагол, который несет такие маркеры, как время. Однако основная часть смысла, а также аргументы «потерпели крах», т.е. ответы на вопросы типа кто? (агент), или что там "потерпело крах"? (объект) определяются вторым, семантически первичным глаголом, «крушение».
В английском языке много примеров «существительное + глагол» (N + V) : to offer [one's] condolences =выразить [свои] соболезнования, to take a bite out of =откусить кусочек и to get rid of =избавиться от (в то время как to rid =избавиться и to condole=соболезновать встречаются нечасто).

### Турецкий
В турецком языке помимо простых времен (настоящее время, два прошедших времени - категорическое и субъективное, будущее категорическое время и настоящее-будущее время) существуют сложные или составные времена (Birleşik fiiller), возникшие в результате слияния аффиксов двух времен. Составные времена используются для рассказа о событиях прошлого.
В турецком также распространены составные глаголы типа существительное + глагол:
kaybolmak (потеряться) = kayp (потеря) + olmak (стать, быть) - "стать потерянным"
kaybetmek (терять) = kayp (потеря) + etmek (делать) - " делать потерю"
fark etmek (различать) = fark (разница) + etmek (делать)